# Mateusz Deling
Mateusz Deling (ur. 13 lipca 1981 w Pucku) – polski przedsiębiorca, muzealnik, restaurator wojskowych pojazdów zabytkowych i popularyzator historii, współautor programów telewizyjnych oraz kanału internetowego „Tank Hunter”.

## Życiorys
Wychował się we Władysławowie na Szotlandzie, pochodzi z kaszubskiej rodziny z tradycjami sięgającymi XVIII wieku. Po ukończeniu liceum ogólnokształcącego studiował informatykę oraz zarządzenie i marketing na Uniwersytecie Gdańskim. Mówi biegle po kaszubsku, niemiecku, angielsku i rosyjsku. Jest płetwonurkiem oraz pilotem lotnictwa cywilnego.
W 2009 roku opracował i skonstruował polską maszynę do lodów. Produkcja okazała się sukcesem. Polskie maszyny Firmy Lodel trafiają na rynek polski, niemiecki, węgierski, łotewski, estoński oraz kubański.
W roku 2001 rozpoczął odrestaurowywanie wojskowych pojazdów z czasów drugiej wojny światowej. Do 2022 roku odrestaurował m.in. działo szturmowe StuG III G, 2 sztuki transporterów opancerzonych Sd.Kfz 251, działo 8,8 cm Flak 18, transporter Sd.Kfz 7 oraz Sd.Kfz 2, a także czołg T-34/85, transporter Universal Carrier i inne. Do 2023 roku mają powstać m.in. czołg PzKpw V Panther, Sd.Kfz 250 oraz T-34 wczesnej wersji. Wszystkie pojazdy posiadają oryginalne silniki i są w pełni sprawne.
1 lipca 2022 otworzył Muzeum Pancerne w Kłaninie, będące jedną z największych prywatnych placówek muzealnych w Polsce. Przecięcia pamiątkowej wstęgi dokonali m.in. ppłk Tomasz Ogrodniczuk – dyrektor Muzeum Broni Pancernej w Poznaniu, Aleksander Ostasz – dyrektor Muzeum Oręża Polskiego w Kołobrzegu oraz kpt. Władysław Dąbrowski z 15. Pułku Ułanów Poznańskich, uczestnik Bitwy o Monte Cassino.

## Działalność eksploracyjna, filmowa i muzealnicza
Mateusz Deling od lat odszukuje ukryte skarby techniki militarnej związane z historią drugiej wojny światowej. W 2018 roku odnalazł i wydobył szczątki Messerschmitta Bf 109 G, którego pilotował as myśliwski Günther Schack. W 2019 roku wydobył z rzeki Miłakówki podwozie działa szturmowego StuG III G. W 2022 roku w Helu odnalazł unikatowy, polski pistolet Vis wz. 35, który decyzją Pomorskiego Wojewódzkiego Konserwatora Zabytków został następnie przekazany do Muzeum II Wojny Światowej w Gdańsku.
Od 2019 roku wspólnie z Przemkiem Budzichem tworzy program „Tank Hunter” na Youtube, w którym opowiada o historii drugiej wojny światowej, w szczególności o jej aspekcie technologicznym. Jest ekspertem w dziedzinie budowy pojazdów pancernych, z jego wiedzy korzystają m.in. muzea polskie i zagraniczne, a także kolekcjonerzy pojazdów zabytkowych.
W latach 2015–21 był współorganizatorem Bitwy o Wielką Wieś, imprezy masowej o charakterze historycznym we Władysławowie. Jest także stałym uczestnikiem takich wydarzeń jak Militracks w Overloon, D-Day na Helu, Łabiszyńskich Spotkań z Historią czy Święta Starego Fordonu
Mateusz Deling zebrał kolekcję kilkunastu pojazdów, w tym czołgów i transporterów opancerzonych, którą oglądać można w Muzeum Pancernym w Kłaninie. Pojazdy Muzeum brały udział w produkcjach filmowych i telewizyjnych, m.in. „Zapomnianej Bitwie” w reż. Matthijsa van Heijningen Jr.
Od 2012 roku jest właścicielem Pałacu w Kłaninie, odrestaurowanego w latach 2012–2015, będącego ostatnią rezydencją rodziny von Grassów. Teren dworu jest miejscem akcji dla dramatu historycznego z 2018 roku pt. Kamerdyner w reż. Filipa Bajona.
Współpracował przy realizacji programów telewizyjnych, m.in. „Tajnej Historii XX wieku” red. Bogusława Wołoszańskiego oraz „Było, nie minęło” red. Adama Sikorskiego.

## Nagrody i wyróżnienia
- Osobowość Roku na Pomorzu (Gdańsk, 2015).[12]
- Medal komandora Zbigniewa Przybyszewskiego przyznawany przez Muzealników z Helu (Hel, 2018). [13]